# Братислава V (округ)
Округ Братислава V (словац. Okres Bratislava V) — округ (район) в Братиславському краї Словаччини. Площа округу становить — 94,2 км², на якій проживає — 110 888 осіб (31.12.2015). Щільність населення — 1177,15 осіб/км². У район входять міські частини Петржалка, Русовце, Чуново, Яровце.

## Населення
| Рік:            | 1994.   | 2004.   | 2014.   | 2024.   |
| --------------- | ------- | ------- | ------- | ------- |
| Кількість осіб: | 130 503 | 119 441 | 111 001 | 121 843 |
| Різниця:        |         | -8,47 % | -7,06 % | +9,76 % |

| Рік:            | 2023.   | 2024.   |
| --------------- | ------- | ------- |
| Кількість осіб: | 122 048 | 121 843 |
| Різниця:        |         | -0,16 % |

### Статистичні дані (2001)

#### Національний склад
- Словаки 91,9 %
- Угорці 4,0 %
- Чехи 1,5 %

#### Конфесійний склад
- Католики 54,9 %
- Лютерани 4,8 %
- Греко-католики 0,7 %
- Реформати 0,7 %